# James Peebles
Phillip James Edwin Peebles  (n. 25 aprilie 1935, Winnipeg, Manitoba, Canada) este un fizician și cosmolog american de origine canadiană, profesor emerit titular al Catedrei de Știință Albert Einstein de la Universitatea Princeton. 
În 2019, a fost distins cu Premiul Nobel pentru Fizică, alături de Michel Mayor și Didier Queloz, „pentru contribuții la înțelegerea evoluției Universului și a locului Pământului în Cosmos”. În pofida faptului că Premiul Nobel i s-a acordat pentru cosmologie, a cunoscut și a posedat foarte bine și mecanică cuantică și de asemenea aspectul experimental al teoriei relativității generale.